# Thryssa whiteheadi
Thryssa whiteheadi är en fiskart som beskrevs av Wongratana, 1983. Thryssa whiteheadi ingår i släktet Thryssa och familjen Engraulidae. Inga underarter finns listade i Catalogue of Life.